# Vicente Daniel
Vicente Hibrahim Daniel (ur. 23 maja 1956) – mozambicki lekkoatleta, sprinter, uczestnik Letnich Igrzysk Olimpijskich 1984.
Podczas Igrzysk w Los Angeles, wziął udział w rywalizacji biegaczy na 100 metrów. Startując z pierwszego toru w pierwszym biegu eliminacyjnym, uzyskał wynik 10,81, co dało mu 6. miejsce w jego biegu eliminacyjnym, a w łącznej klasyfikacji zajął 54. miejsce na 81 sklasyfikowanych zawodników (odpadł z rywalizacji o medale w eliminacjach).
Jego rekord życiowy na tym dystansie wynosi 10,5 sekundy, a ustanowił go w 1982 roku.